# Postal 4: No Regerts
Postal 4: No Regerts — шутер від першої особи 2022 року, розроблений та опублікований компанією «Running with Scissors». Він був випущений 14 жовтня 2019 року для Microsoft Windows через програму дочасного доступу Steam, рішення, яке було прийнято для отримання державного фінансування для проєкту та залучення спільноти Посталу до процесу розробки гри. Running with Scissors описали гру як «справжнє продовження» Postal 2, протиставивши її невдалому продовженню Postal 2 2011 року Postal III, яке було сильно розкритиковано критиками та гравцями. Postal 4 був випущений 20 квітня 2022 року з переважно негативним прийомом, при цьому кілька рецензентів критикували продуктивність гри, поганий ігровий процес та застарілий гумор. Гра була випущена для PlayStation 4 і PlayStation 5 21 березня 2023 року.

## Анотація
Події гри відбуваються через кілька років після подій другого розширення Postal 2, Paradise Lost, Чувак та його пітбультер'єр Чемп емігрують до вигаданого міста Еденсин, штат Аризона. По дорозі туди машину Чувака викрадають, змушуючи його взяти на себе кілька робіт, щоб звести кінці з кінцями в незнайомому містечку, та з кінцевою метою повернути свою машину.

## Сюжет та ігровий процес
Postal 4 запозичила багато своїх ігрових функцій у свого попередника, Postal 2. Гра зосереджена навколо різних «доручень», які Чувак повинен виконувати щодня: побути в шкурі охоронця в'язниці, ловцем тварин та каналізаційним працівником у Понеділок; різноманітні завдання від банди з «South of the Borderland» (Півдня Прикордоння), як на приклад контрабанда на кордоні або мічення території, у Вівторок; працювати на мера Еденсину, включаючи культову петицію з Postal 2, в Середу; працювати на місцеву мафію, тестуючи прототипи ігор та фальсифікуючи вибори в Четвер; набіг на стародавній храм, бородьба з найманцями в місцевому торгівельному центрі та закупорення дамби до того, як культ «Судного дня» використає це для забруднення водомостачання міста, у П'ятницю. Це також повертає серію до перспективи від першої особи, якої Postal III уникала на користь третьої особи. Заплановані елементи ігроладу включають додаткову зброю, додаткові «побічні доручення», різні наряди для Чувака та кооперативну багатокористувацьку гру.

## Критика
| Агрегатор  | Оцінка |
| ---------- | ------ |
| Metacritic | 30/100 |

| Видання        | Оцінка |
| -------------- | ------ |
| GameSpot       | 1/10   |
| Hardcore Gamer | 3/5    |
| IGN            | 2/10   |
| Shacknews      | 4/10   |

За даними агрегатора оглядів «Metacritic», Postal 4: No Regerts отримав «загалом несприятливі відгуки», посівши найгірший рейтинг із 824 ігор у 2022 році. Численні публікації критикували нецікавий ігровий процес гри, часті помилки та проблеми з продуктивністю, а також погано виконані та застарілі жарти. Рецензент «GameSpot» Річард Вакелінґ назвав це «справді жахливим досвідом, якого слід уникати будь-якою ціною». Metacritic назвав Postal 4 найгіршою грою 2022 року.
Історія та написання були широко розкритиковані ігровими виданнями. Рецензент «Hardcore Gamer» Кріс Шайв заявив, що гра «грає занадто безпечно» з гумором, що нагадує «пародію на те, що було гострим у 2003 році», але в кінцевому підсумку все ще приємне шанувальникам серії. І навпаки, IGN і Вакелінґ описали жарти гри як погано написані і покладаються лише на шокову цінність. Пишучи для першого, рецензент Тревіс Нортруп заявив, що відчуває, що на відміну від таких засобів масової інформації, як South Park і Grand Theft Auto V, провокаційний гумор не був підкріплений розумним письмом, що призвело до гри, яку він описав як таку, що має «тонкість і нюанси розлюченої мавпи, яка кидає гній»
Ігровий процес також піддався різкій критиці з боку багатьох рецензентів. Вакелінґ назвав НіПів гри «тупими і часом відверто зламаними», а її загальний ігролад — «монотонною рутиною». IGN назвали зброю «жахливою для стрільби» і зазначив, що «немає причин думати взагалі під час бою», оскільки гравець знову з'являється відразу там, де зупинився після смерті. Кріс Джаррард розкритикував поведінку NPC гри у своєму огляді для Shacknews, сказавши, що вони «просто блукають містом без реальної мети чи агентства». Hardcore Gamer були більш позитивними, описавши механіку як «химерну» і «посередню».
Значна частина рецензентів часто стикалася з помилками та низькою продуктивністю під час ігрового процесу, що іноді перешкоджало їх поступу. Джаррард заявив, що «пережив кілька фатальних збоїв» і описав гру як «фестиваль заїкання». Нортруп заявив, що він відчував, що «люди поступово проходять через навколишнє середовище, і важливі цілі зникають, поки я не перезавантажу свій файл збереження», а Вакелінґ назвав його «пронизаним технічними проблемами» до такої міри, що він не зміг завершити одну доступну кінцівку, з багатьма помилками, що залишилися з періоду раннього доступу до гри.

## References
1. ↑  Romano, Sal (28 березня 2022). POSTAL 4: No Regerts launches 20 April. Gematsu.
2. 1 2  Steam — 2003.
3. 1 2  Shive, Chris (18 квітня 2022). Review: Postal 4: No Regerts. Hardcore Gamer.
4. ↑  POSTAL 4 - Early Access Roadmap | Trello.
5. ↑  POSTAL 4: No Regerts Critic Reviews for PC - Metacritic. Metacritic.
6. ↑  Wakeling, Richard (18 квітня 2022). Postal 4: No Regerts Review - Nothing But Regrets. GameSpot.
7. ↑  Northup, Travis (18 квітня 2022). Postal 4: No Regerts Review. IGN (англ.).
8. ↑  Jarrard, Chris (18 квітня 2022). Postal 4: No Regerts review - Nothing but regerts. Shacknews (англ.).